# Marthe Wiecka
Marta ou Marthe Wiecka (Nowy Wiec (de), arrondissement de Berent (de) 12 janvier 1874 - Sniatyn, 30 mai 1904) est une religieuse prussienne des Filles de la charité de Saint-Vincent-de-Paul reconnue bienheureuse par l'Église catholique, et fêtée le 30 mai. 

## Éléments biographiques
Le 21 décembre 1893, elle a été nommée à un travail missionnaire à l'hôpital pour les pauvres de Lviv. Le 15 février 1894, elle rejoint un hôpital similaire à Pidhaïtsi. En 1899-1902, il a servi à Bochnia. En 1902, elle est à nouveau nommée en mission à l'hôpital de Sniatyn.
Décédée et enterrée dans la ville de Sniatyn. La reconnaissance de sa cause a commencé le 26 juin 1997. Béatifiée le 24 juin 2008 : la messe a été célébrée ce jour-là dans le parc de Bohdan Khmelnytskyi à Lviv par le légat du pape, le cardinal Tarcisio Bertone.

## Béatification et canonisation
- 16 octobre 1997 : introduction de la cause en béatification et canonisation
- 20 décembre 2004 : le pape Jean-Paul II lui attribue le titre de vénérable
- 6 juillet 2007 : le pape Benoît XVI reconnaît comme authentique un miracle dû à l'intercession de Marta Wiecka, permettant sa béatification
- 24 mai 2008 : béatification célébrée à Lviv, en Ukraine, par le cardinal Tarcisio Bertone, secrétaire d'État de Benoît XVI.